# St. Gabriel (Luisiana)
St. Gabriel es una ciudad ubicada en la parroquia de Iberville en el estado estadounidense de Luisiana. En el Censo de 2010 tenía una población de 6677 habitantes y una densidad poblacional de 86,26 personas por km².

## Geografía
St. Gabriel se encuentra ubicada en las coordenadas 30°15′13″N 91°6′5″O / 30.25361, -91.10139. Según la Oficina del Censo de los Estados Unidos, St. Gabriel tiene una superficie total de 77.41 km², de la cual 76.83 km² corresponden a tierra firme y (0.75%) 0.58 km² es agua.

## Demografía
Según el censo de 2010, había 6677 personas residiendo en St. Gabriel. La densidad de población era de 86,26 hab./km². De los 6677 habitantes, St. Gabriel estaba compuesto por el 34.13% blancos, el 64.03% eran afroamericanos, el 0.1% eran amerindios, el 0.33% eran asiáticos, el 0% eran isleños del Pacífico, el 0.49% eran de otras razas y el 0.91% pertenecían a dos o más razas. Del total de la población el 2.49% eran hispanos o latinos de cualquier raza.